# Schlag den Raab

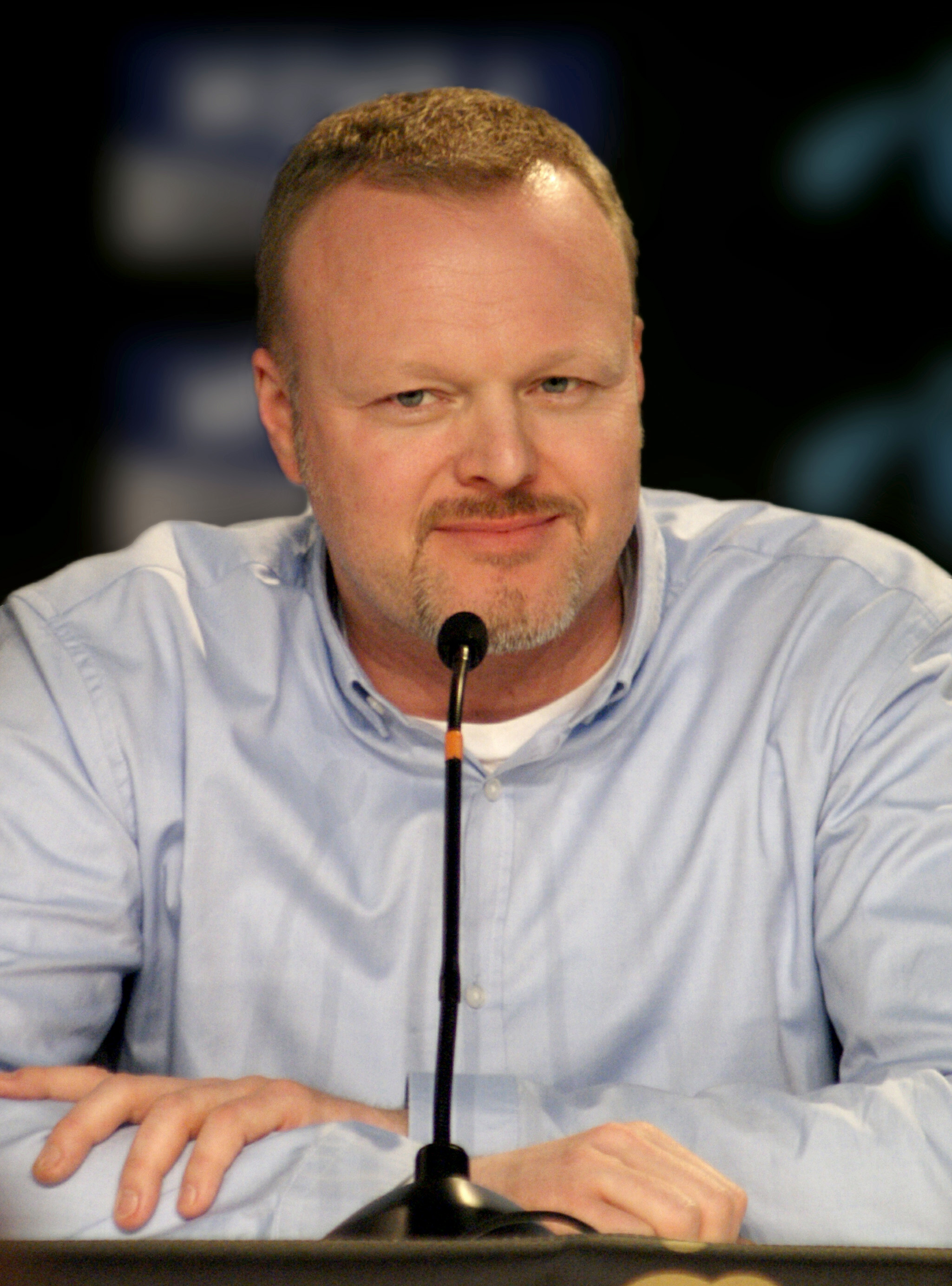
Ideengeber der Sendung und Gegner der herausfordernden Spieler: Stefan Raab

Schlag den Raab (kurz SdR) ist eine deutsche Spielshow, die von 2006 bis 2015 von Raab TV produziert wurde und erstmals am 23. September 2006 auf ProSieben lief. Die letzte Sendung wurde am 19. Dezember 2015 ausgestrahlt, ehe Stefan Raab sich im Juni desselben Jahres bis 2024 aus dem TV-Geschäft zurückzog.
Die Show wurde live übertragen und fand in den Brainpool-Studios in Köln-Mülheim statt. Pro Sendung trat ein Kandidat in verschiedenen Disziplinen bzw. Spielen gegen den Entertainer Stefan Raab an. Der Kandidat konnte mindestens 500.000 Euro gewinnen, sofern er Raab in maximal 16 Spielen besiegt hatte. Nach jedem von Raab gewonnenen Wettkampf erhöhte sich die Summe um jeweils weitere 500.000 Euro. In der letzten Sendung wurde mit veränderten Regeln gespielt; Raab trat gegen insgesamt 15 verschiedene Kandidaten aus dem Publikum an.
Mit Schlag den Star (seit 2009), Schlag den Henssler (2017–2018), Schlag den Besten (2019–2020, 2022, seit 2024) und Stefan & Bully gegen irgendson Schnulli (seit 2024) erschienen nach der letzten ursprünglichen Ausgabe nachträglich mehrere Neuauflagen und Ableger der Show. Bei letzterer trat Raab erstmals wieder selbst als Teilnehmer an.

## Ablauf der Show und Regeln
Die Live-Sendungen begannen mit der Vorstellung von fünf Kandidaten, aus denen Raabs Gegner ausgewählt wurde. Die Kontrahenten traten dann in maximal sechzehn Spielen gegeneinander an, bis ein Sieger feststand. Am Ende gewann der Kandidat das Preisgeld oder der Jackpot stieg um eine halbe Million Euro. In jeder Show gab es außerdem maximal vier Musikacts.

### Vorstellung der Kandidaten und Auswahl des Gegners
Von den Zuschauern, die sich über ein Formular im Internet anmelden konnten, wurden für jede Show rund 50 bis 70 Bewerber zu einem Casting nach Frechen eingeladen. Dort mussten sie Wissensfragen korrekt beantworten, ihre Fitness bei einem Zirkeltraining beweisen und sich in 30 Sekunden überzeugend selbst vorstellen. Aus den besten Teilnehmern wurden fünf Kandidaten für die Sendung ausgewählt.
Zu Beginn der Show wurden die fünf Kandidaten mit einem Videoclip, der vorher gedreht wurde, kurz vorgestellt. In dem Video war der Kandidat in seinem Beruf, beim Sport und im privaten Umfeld zu sehen; Familienmitglieder oder Freunde stellten die Stärken des Kandidaten heraus. Die Fernsehzuschauer entschieden dann per kostenpflichtigem Televoting, welcher der Kandidaten gegen Raab spielt. Ab der 45. Folge dauerte jeder Videoclip nur noch eine statt wie vorher drei Minuten; außerdem wurde in dieser Ausgabe beim Televoting ein Zeitlimit von drei Minuten eingeführt, um die Zeit bis zum ersten Spiel zu verkürzen.

### Spiele
Raab und sein Gegner duellierten sich in verschiedenen Spielen aus Bereichen wie Sport, Wissen, Geschicklichkeit, Taktik oder Glück. Oft wurden in Deutschland noch unbekannte Randsportarten oder Geschicklichkeitsspiele verwendet. Das aus TV total bekannte Quiz Blamieren oder Kassieren sowie einige weitere Spiele kamen in mehreren Ausgaben vor, während andere Spiele nur einmal verwendet wurden.
Manche Spiele wurden auf einem Außengelände direkt vor dem Studio ausgetragen. Dabei handelte es sich meistens um Spiele, die komplexe Konstruktionen (Sprungschanze, Turm), große Spielfelder (Fußball, Eishockey), Wasserbassins, Renn-, Gelände- und Wettkampfstrecken für Autos, Bagger und andere exotische Fahrzeuge erforderten. In den ersten Jahren fanden Spiele auch im Kölner Stadtgebiet statt, wie etwa im Waldbad Dünnwald, am Deutzer Hafen, im Radstadion Köln oder im Lentpark.

### Wertungssystem
Insgesamt waren im Normalfall bis zu 15 Spiele vorgesehen. Die aufsteigende Nummer des Spiels entsprach dabei der Anzahl der zu gewinnenden Punkte im jeweiligen Spiel. Der jeweilige Sieger erhielt einen Punkt im ersten Spiel, zwei Punkte im zweiten Spiel usw. Ziel war es, mehr als die Hälfte der 120 Gesamtpunkte, also mindestens 61 Punkte zu erreichen. Hatten der Kandidat und Raab nach 15 Spielen jeweils genau 60 Punkte, gab es mit dem so genannten „Stechen“ ein Entscheidungsspiel. Hierzu kam es zweimal.
Gewann ein Kandidat die ersten zehn Spiele, reichten die dafür erhaltenen 55 Punkte noch nicht zum Gesamtsieg, die erforderliche Zahl von 61 Punkten war frühestens mit dem elften Spiel möglich.

### Gewinnsumme
In der ersten Ausgabe waren 500.000 Euro zu gewinnen. Bei einem Sieg von Raab erhöhte sich der Jackpot für die nächste Show jeweils um 500.000 Euro. Wenn ein Kandidat den Jackpot gewann, wurde in der folgenden Ausgabe wieder um 500.000 Euro gespielt. Der größte Jackpot in Höhe von 3,5 Millionen Euro wurde in der 38. Ausgabe ausgespielt.

## Moderatoren, Kommentatoren und Schiedsrichter
| Beteiligter         | Sendungen      |
| Moderatoren         | Moderatoren    |
| ------------------- | -------------- |
| Matthias Opdenhövel | 1–28           |
| Steven Gätjen       | 29–55          |
| Kommentatoren       |                |
| Tobias Drews        | 1–4            |
| Frank Buschmann     | 5, 7–48, 50–55 |
| Hansi Küpper        | 6              |
| Ron Ringguth        | 49             |

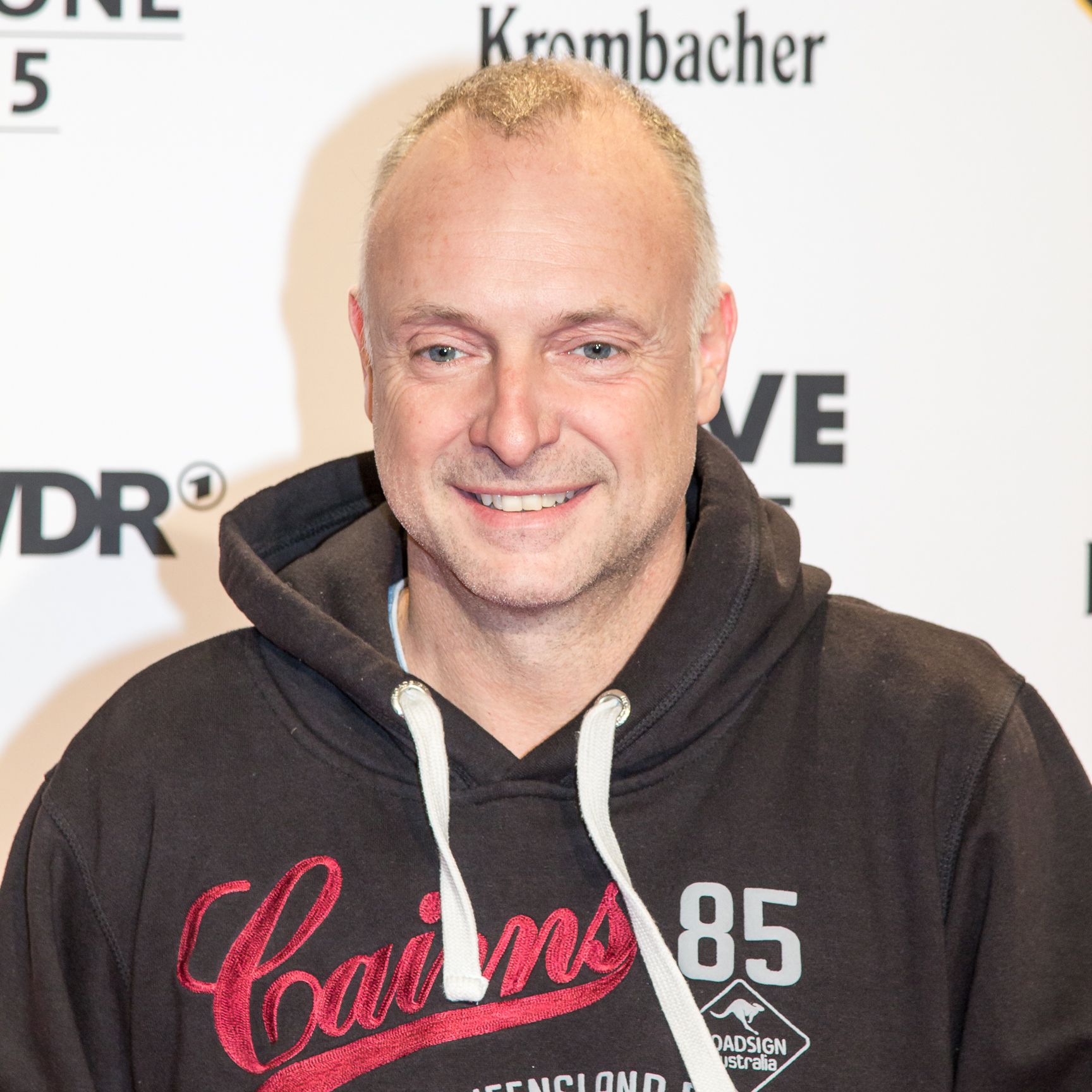
Frank Buschmann, Kommentator der Staffeln 2–10

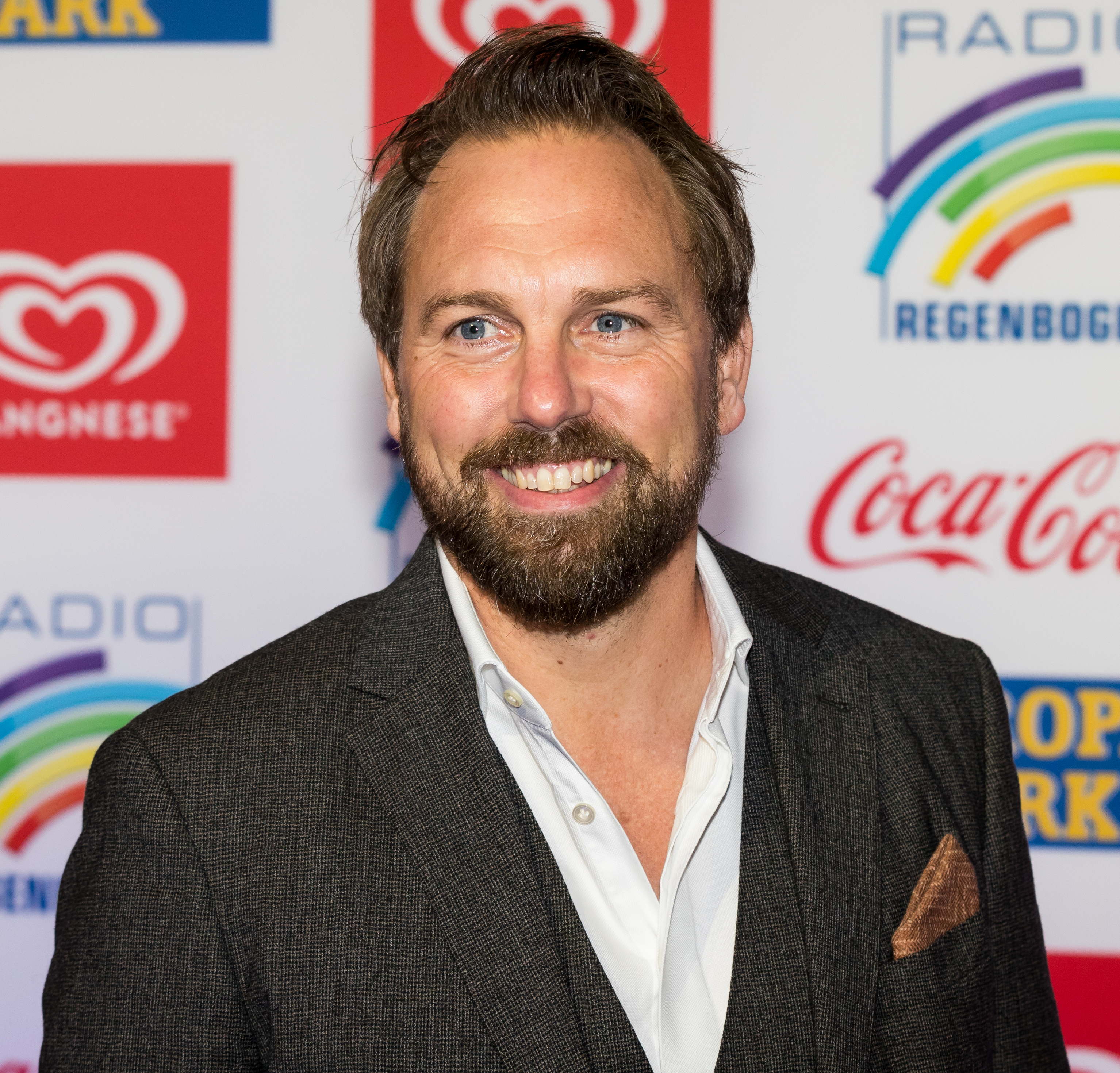
Steven Gätjen, Moderator der Staffeln 6–10

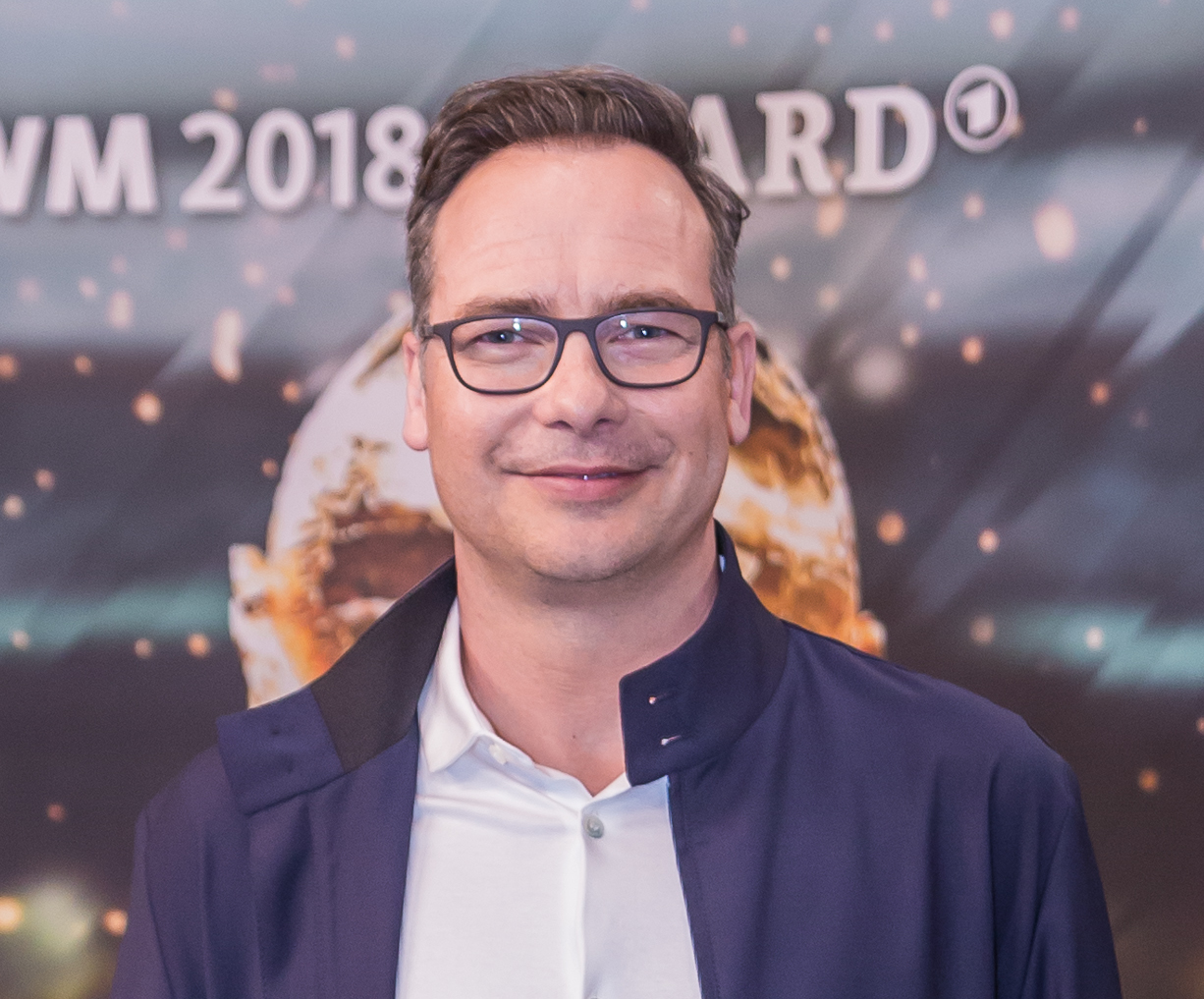
Matthias Opdenhövel, Moderator der Staffeln 1–5

Die Ausgaben 1 bis 28 von Schlag den Raab moderierte Matthias Opdenhövel. Danach übernahm Steven Gätjen bis zur letzten Show die Moderation.
Elton trat in fast jeder Folge auf, da er bei Blamieren oder Kassieren als Quizmaster fungierte. Er trug dabei traditionell stets einen roten Anzug. In der Sendung vom 5. April 2008 wurden die Fragen von Matthias Opdenhövel vorgelesen, da Elton verhindert war.
In der Anfangszeit der Sendung wechselten die Kommentatoren: Die ersten vier Ausgaben wurden von Tobias Drews, die fünfte Ausgabe von Frank Buschmann und die sechste Ausgabe von Hansi Küpper kommentiert. Seit der siebten Sendung kommentierte Buschmann als fester Kommentator die meisten Wettkämpfe. Bei einigen Spielen war seine Stimme nur für die TV-Zuschauer zu hören, um die Kontrahenten im Studio nicht zu beeinflussen. Bei der kurzfristig verschobenen Ausgabe 49 war Buschmann verhindert und wurde durch Ron Ringguth ersetzt.
Bei sportlichen Wettkämpfen wurden Schiedsrichter aus der jeweiligen Sportart oder einer verwandten Disziplin eingesetzt. Die anderen Spiele leitete der Moderator. Im Hintergrund überwachte der Notar Richard Böhr (zuvor Stefan Klein) den korrekten Ablauf des Duells; er konnte bei Bedarf eingreifen, was jedoch in der Praxis selten geschah.

## Übersicht der Shows

### Ausstrahlung
Schlag den Raab wurde samstags zur Hauptsendezeit ab 20:15 Uhr live auf ProSieben ausgestrahlt. Wiederholungen wurden am darauffolgenden Sonntag vormittags bei ProSieben sowie am frühen Abend bei ProSieben Fun und ProSieben Maxx gezeigt. Außerdem sind alle Ausgaben auf der Website Myspass.de als Video-on-Demand zu sehen. Seit der siebten Ausgabe vom 3. November 2007 wurde die Sendung im 16:9-Format ausgestrahlt.
Insgesamt wurden 55 Ausgaben gesendet. Da eine Show elf bis 15 Spiele und ein finales Stechen umfassen konnte, war die Länge der Sendungen flexibel. Die kürzeste Ausgabe war die Premierensendung, die bereits um 0:01 Uhr endete. Die nach einer Terminverschiebung am 15. November 2014 ausgestrahlte Show endete erst nachts um 2:26 Uhr und war damit die längste Ausgabe.
Zweimal konnte die Sendung nicht zum geplanten Termin stattfinden. Die eigentlich für den 1. November 2014 angesetzte 49. Ausgabe wurde am Vorabend kurzfristig abgesagt, da Raab wegen eines grippalen Infekts nicht antreten konnte. Erstmals in seiner Tätigkeit bei ProSieben musste er damit eine Show ausfallen lassen. Diese Ausgabe wurde zwei Wochen später nachgeholt. Die für den 28. März 2015 vorgesehene 52. Ausgabe wurde ebenfalls abgesagt, nach Angaben von ProSieben aus „produktionstechnischen Gründen“. Die Show fand rund einen Monat später am 25. April statt.

### Ergebnisse
Raab gewann in 54 Sendungen 38 Duelle (70 %), während seine Gegner sich in 16 Ausgaben durchsetzen konnten. Zweimal fiel die Entscheidung im Stechen, einmal folgte nach dem 15. Spiel ein Ersatzspiel, weil die beiden Kontrahenten die Aufgabe nicht lösen konnten. Deaon Maxwell setzte sich am 15. Januar 2011 nach zwölf Spielen mit 61:17 Punkten durch und schaffte damit den deutlichsten Sieg eines Kandidaten. Raab hingegen gewann dreimal nach der minimal nötigen Anzahl von elf Spielen die Sendung, in zwei Fällen blieb sein Gegner dabei ohne Punktgewinn. Da in der 55. Sendung verschiedene Kandidaten gegen Raab antraten, wird diese nicht in der Statistik berücksichtigt.
Die erste Niederlage erlitt Raab in der dritten Ausstrahlung gegen Matthias Göbel. Die längste Erfolgsserie gelang ihm von Dezember 2011 bis November 2012 mit sechs Siegen in Folge. Deshalb wurde in der 38. Ausgabe der Rekordjackpot in Höhe von 3,5 Millionen Euro ausgespielt, der die weltweit höchste Gewinnsumme in einer Gameshow darstellte und an Bernd Stadelmann ging. Viermal kassierte Raab zwei Niederlagen nacheinander (in den Ausgaben 5/6, 17/18, 26/27 und 30/31).
Außer Jan May (damals 44 Jahre alt) in der zwölften Ausgabe waren alle Kandidaten jünger als Raab (* 20. Oktober 1966), der insgesamt gegen 44 Männer und 10 Frauen spielte. Als einziger Frau gelang es Maria Kleinebrahm, in der 52. Ausgabe am 25. April 2015 Raab zu schlagen.

### Übersicht der einzelnen Ausgaben
| Folge               | Datum         | Spiel- summe | Kandidat             | Beruf                               | Alter     | m/w       | Ergebnis  | Spiele  | Sieger     | Sendungs- ende    | Dauer       | Musik                                                                         |
| ------------------- | ------------- | ------------ | -------------------- | ----------------------------------- | --------- | --------- | --------- | ------- | ---------- | ----------------- | ----------- | ----------------------------------------------------------------------------- |
| Staffel 1 (2006/07) |               |              |                      |                                     |           |           |           |         |            |                   |             |                                                                               |
| 01                  | 23. Sep. 2006 | 0,5 Mio. €   | Esther Frericks      | Unternehmerin                       | 30        | w         | 21:70     | 13      | Raab       | 00:01 Uhr         | 3:46        | Juli, Nelly Furtado feat. Saukrates, Nena feat. Duncan Townsend               |
| 02                  | 18. Nov. 2006 | 1,0 Mio. €   | Johannes Rieks       | Student                             | 25        | m         | 31:74     | 14      | Raab       | 00:43 Uhr         | 4:28        | Take That, Katie Melua, Popstars                                              |
| 03                  | 27. Jan. 2007 | 1,5 Mio. €   | Matthias Göbel       | Entwicklungsingenieur               | 31        | m         | 72:48     | 15      | Kandidat   | 00:54 Uhr         | 4:39        | Tokio Hotel, Simply Red, Jamelia                                              |
| 04                  | 14. Apr. 2007 | 0,5 Mio. €   | Nils-Heiko Hutter    | Kampfpilot                          | 29        | m         | 13:65     | 12      | Raab       | 00:30 Uhr         | 4:15        | Michael Bublé, Joss Stone, Carla Bruni                                        |
| 05                  | 9. Juni 2007  | 1,0 Mio. €   | Peter Dietrich       | Arzt                                | 39        | m         | 70:35     | 14      | Kandidat   | 01:16 Uhr         | 5:01        | Melanie C, Max Mutzke                                                         |
| Staffel 2 (2007/08) |               |              |                      |                                     |           |           |           |         |            |                   |             |                                                                               |
| 06                  | 15. Sep. 2007 | 0,5 Mio. €   | Martin Trautz        | Polizeibeamter                      | 38        | m         | a60:60 a  | a15+1 a | Kandidat   | 01:21 Uhr         | 5:06        | James Blunt, Sportfreunde Stiller, Monrose                                    |
| 07                  | 3. Nov. 2007  | 0,5 Mio. €   | Sonja Bartelt        | Polizeibeamtin                      | 33        | w         | 19:72     | 13      | Raab       | 00:17 Uhr         | 4:02        | Max Mutzke, Nicole Scherzinger                                                |
| 08                  | 15. Dez. 2007 | 1,0 Mio. €   | Gene Allen           | Finanzberater                       | 38        | m         | 56:64     | 15      | Raab       | 01:01 Uhr         | 4:46        | Peter Cincotti, Room2012                                                      |
| 09                  | 19. Jan. 2008 | 1,5 Mio. €   | Arvid Bollmann       | Lehrer                              | 39        | m         | 35:70     | 14      | Raab       | 00:57 Uhr         | 4:42        | Stefanie Heinzmann, Ich + Ich                                                 |
| 10                  | 5. Apr. 2008  | 2,0 Mio. €   | Jens Ohlemeyer       | Lehrer                              | 35        | m         | 25:66     | 13      | Raab       | 00:22 Uhr         | 4:07        | Duffy, Gregor Meyle                                                           |
| 11                  | 31. Mai 2008  | 2,5 Mio. €   | Olufemi Smith        | Marketingmanager                    | 29        | m         | 65:55     | 15      | Kandidat   | 01:32 Uhr         | 5:17        | Estelle, Leona Lewis                                                          |
| Staffel 3 (2008/09) |               |              |                      |                                     |           |           |           |         |            |                   |             |                                                                               |
| 12                  | 13. Sep. 2008 | 0,5 Mio. €   | Jan May              | Saunameister                        | 44        | m         | 29:62     | 13      | Raab       | 00:31 Uhr         | 4:16        | Sarah Connor, Katy Perry, The Pussycat Dolls                                  |
| 13                  | 1. Nov. 2008  | 1,0 Mio. €   | Ole Bischof          | Judoka                              | 29        | m         | 03:63     | 11      | Raab       | 00:08 Uhr         | 3:53        | Rosenstolz, Stefanie Heinzmann, Grace Jones                                   |
| 14                  | 20. Dez. 2008 | 1,5 Mio. €   | Markus Kapries       | HNO-Arzt                            | 39        | m         | 19:72     | 13      | Raab       | 00:48 Uhr         | 4:33        | James Blunt, Queensberry                                                      |
| 15                  | 17. Jan. 2009 | 2,0 Mio. €   | Marcus Gangloff      | Lehrer                              | 39        | m         | 33:72     | 14      | Raab       | 00:43 Uhr         | 4:28        | Max Mutzke, James Morrison, Gabriella Cilmi, Mando Diao                       |
| 16                  | 18. Apr. 2009 | 2,5 Mio. €   | Markus „Oku“ Okuesa  | Lehrer und Musiker                  | 32        | m         | 43:62     | 14      | Raab       | 01:28 Uhr         | 5:13        | Silbermond, Milow, Lady Gaga                                                  |
| 17                  | 23. Mai 2009  | 3,0 Mio. €   | Nino Haase           | Chemie-Doktorand                    | 26        | m         | 63:57     | 15      | Kandidat   | 01:34 Uhr         | 5:19        | Daniel Merriweather, The Black Eyed Peas, Sportfreunde Stiller                |
| Staffel 4 (2009/10) |               |              |                      |                                     |           |           |           |         |            |                   |             |                                                                               |
| 18                  | 12. Sep. 2009 | 0,5 Mio. €   | Hans-Martin Schulze  | Pharmazie-Praktikant                | 24        | m         | 68:52     | 15      | Kandidat   | 00:41 Uhr         | 4:26        | Stefanie Heinzmann, Tokio Hotel, Jan Delay                                    |
| 19                  | 31. Okt. 2009 | 0,5 Mio. €   | Oliver Wojahn        | Professor für Volkswirtschaftslehre | 41        | m         | 20:71     | 13      | Raab       | 00:56 Uhr         | 4:41        | Marius Müller-Westernhagen, Pixie Lott, Ich + Ich                             |
| 20                  | 19. Dez. 2009 | 1,0 Mio. €   | Amelie Mooseder      | Studentin                           | 24        | w         | 20:71     | 13      | Raab       | 00:41 Uhr         | 4:26        | Xavier Naidoo, Robbie Williams, Some & Any, Gossip                            |
| 21                  | 16. Jan. 2010 | 1,5 Mio. €   | Torsten Reichan      | Kampfpilot                          | 31        | m         | 15:63     | 12      | Raab       | 00:03 Uhr         | 3:48        | Aura Dione, Alicia Keys                                                       |
| 22                  | 10. Apr. 2010 | 2,0 Mio. €   | Hans Martin Wismar   | Unfallchirurg                       | 29        | m         | 64:41     | 14      | Kandidat   | 00:46 Uhr         | 4:31        | Gentleman, Cheryl Cole                                                        |
| 23                  | 8. Mai 2010   | 0,5 Mio. €   | Thorsten Engelmann   | Controller                          | 28        | m         | 42:63     | 14      | Raab       | 01:00 Uhr         | 4:45        | Toni Braxton, Lena Meyer-Landrut, Die Fantastischen Vier                      |
| Staffel 5 (2010/11) |               |              |                      |                                     |           |           |           |         |            |                   |             |                                                                               |
| 24                  | 18. Sep. 2010 | 1,0 Mio. €   | Thorsten Knaack      | Lehrer                              | 29        | m         | 72:48     | 15      | Kandidat   | 01:35 Uhr         | 5:20        | Phil Collins, Kylie Minogue, Juli                                             |
| 25                  | 23. Okt. 2010 | 0,5 Mio. €   | Ria Sabay            | Medizinstudentin                    | 25        | w         | 00:66     | 11      | Raab       | 00:26 Uhr         | 4:11        | Mando Diao, Christian Durstewitz, Aloe Blacc                                  |
| 26                  | 18. Dez. 2010 | 1,0 Mio. €   | Heiko Schumacher     | Vertriebslogistiker                 | 28        | m         | 64:27     | 13      | Kandidat   | 00:41 Uhr         | 4:26        | LaVive, CeeLo Green                                                           |
| 27                  | 15. Jan. 2011 | 0,5 Mio. €   | Deaon Maxwell        | Sportstudent                        | 33        | m         | 61:17     | 12      | Kandidat   | 00:08 Uhr         | 3:53        | Max Mutzke, Bruno Mars                                                        |
| 28                  | 2. Apr. 2011  | 0,5 Mio. €   | Alexandra Stegmann   | Unternehmensberaterin               | 27        | w         | 18:73     | 13      | Raab       | 00:37 Uhr         | 4:22        | Milow, Natalia Kills                                                          |
| 29                  | 4. Juni 2011  | 1,0 Mio. €   | Tobias Rieder        | Bundeswehrarzt                      | 29        | m         | 44:61     | 14      | Raab       | 01:33 Uhr         | 5:18        | Jessie J, Avril Lavigne                                                       |
| Staffel 6 (2011/12) |               |              |                      |                                     |           |           |           |         |            |                   |             |                                                                               |
| 30                  | 17. Sep. 2011 | 1,5 Mio. €   | Gil Kwamo-Kamdem     | Polizeibeamter                      | 30        | m         | b60:60 b  | b15+1 b | Kandidat   | 01:49 Uhr         | 5:34        | Lenny Kravitz, Udo Lindenberg feat. Inga Humpe, Lena Meyer-Landrut            |
| 31                  | 15. Okt. 2011 | 0,5 Mio. €   | Klaus Hermann        | Versicherungskaufmann               | 39        | m         | 68:37     | 14      | Kandidat   | 01:13 Uhr         | 4:58        | Rosenstolz, Blue Man Group & Tracy Bonham, Noel Gallagher’s High Flying Birds |
| 32                  | 17. Dez. 2011 | 0,5 Mio. €   | Oliver Wallkötter    | Berufssoldat                        | 38        | m         | 00:66     | 11      | Raab       | 00:25 Uhr         | 4:10        | Flying Steps, Zaz, Flo Mega                                                   |
| 33                  | 17. März 2012 | 1,0 Mio. €   | Alexander Bitsch     | Zollhundeführer                     | 32        | m         | 48:72     | 15      | Raab       | 02:05 Uhr         | 5:50        | Caligola, Stefanie Heinzmann, Unheilig                                        |
| 34                  | 14. Apr. 2012 | 1,5 Mio. €   | Reint Janssen        | Dozent für Sportwissenschaft        | 30        | m         | 41:64     | 14      | Raab       | 00:22 Uhr         | 4:07        | Rebecca Ferguson, Roman Lob, Der König tanzt                                  |
| 35                  | 5. Mai 2012   | 2,0 Mio. €   | Peter Grünberg       | Kinderarzt                          | 43        | m         | 39:66     | 14      | Raab       | 00:50 Uhr         | 4:35        | Mandy Capristo, Jason Mraz, Amy Macdonald                                     |
| Staffel 7 (2012/13) |               |              |                      |                                     |           |           |           |         |            |                   |             |                                                                               |
| 36                  | 22. Sep. 2012 | 2,5 Mio. €   | Manuela Kurrat       | Kriminalkommissarin                 | 30        | w         | 34:71     | 14      | Raab       | 01:38 Uhr         | 5:23        | Joss Stone, Lena Meyer-Landrut, Gossip                                        |
| 37                  | 17. Nov. 2012 | 3,0 Mio. €   | Mario Anastasopoulos | Tischler                            | 44        | m         | 23:68     | 13      | Raab       | 00:59 Uhr         | 4:44        | Lana Del Rey, Die Fantastischen Vier, Udo Lindenberg                          |
| 38                  | 15. Dez. 2012 | 3,5 Mio. €   | Bernd Stadelmann     | Landwirt                            | 27        | m         | 70:50     | 15      | Kandidat   | 00:59 Uhr         | 4:44        | Taylor Swift, Seeed, Deichkind                                                |
| 39                  | 12. Jan. 2013 | 0,5 Mio. €   | Björn Schmitz        | Sportwissenschaftler                | 37        | m         | 32:73     | 14      | Raab       | 01:31 Uhr         | 5:16        | Xavas, Ellie Goulding, Max Raabe & Palast Orchester                           |
| 40                  | 16. März 2013 | 1,0 Mio. €   | Andreas Mai          | Physiker                            | 32        | m         | 21:70     | 13      | Raab       | 00:46 Uhr         | 4:31        | Lena Meyer-Landrut, Leslie Clio, Robbie Williams                              |
| 41                  | 11. Mai 2013  | 1,5 Mio. €   | André Bergermann     | Stahlbauschlosser                   | 37        | m         | 40:65     | 14      | Raab       | 01:05 Uhr         | 4:50        | Gentleman, Hurts, Zaz                                                         |
| Staffel 8 (2013/14) |               |              |                      |                                     |           |           |           |         |            |                   |             |                                                                               |
| 42                  | 7. Sep. 2013  | 2,0 Mio. €   | Pio Suh              | Rechtsanwalt                        | 38        | m         | 29:62     | 13      | Raab       | 00:45 Uhr         | 4:30        | Birdy, Ivy Quainoo, Miley Cyrus                                               |
| 43                  | 16. Nov. 2013 | 2,5 Mio. €   | David Fritsch        | Kriminalkommissar                   | 32        | m         | 06:72     | 12      | Raab       | 00:43 Uhr         | 4:28        | Katy Perry, Eminem, Adel Tawil                                                |
| 44                  | 21. Dez. 2013 | 3,0 Mio. €   | Anish Pulickal       | Sozialarbeiter                      | 32        | m         | 64:56     | 15      | Kandidat   | 01:54 Uhr         | 5:39        | Placebo, Casper, Thomas D                                                     |
| 45                  | 15. Feb. 2014 | 0,5 Mio. €   | Michael Jentzsch     | Lehrer                              | 38        | m         | 18:73     | 13      | Raab       | 00:44 Uhr         | 4:29        | Lorde, Christoph Maria Herbst (als Bernd Stromberg), Marteria                 |
| 46                  | 29. März 2014 | 1,0 Mio. €   | Caroline Geßner      | Bundeswehr-Offizier                 | 25        | w         | 17:61     | 12      | Raab       | 00:36 Uhr         | 4:21        | Bastille, Clean Bandit                                                        |
| 47                  | 3. Mai 2014   | 1,5 Mio. €   | Maximilian Heizmann  | Förster                             | 31        | m         | 21:70     | 13      | Raab       | 00:37 Uhr         | 4:22        | Lily Allen, Mando Diao                                                        |
| Staffel 9 (2014/15) |               |              |                      |                                     |           |           |           |         |            |                   |             |                                                                               |
| 48                  | 13. Sep. 2014 | 2,0 Mio. €   | Liane Weber          | Fitness-Trainerin                   | 28        | w         | 37:68     | 14      | Raab       | 01:16 Uhr         | 5:01        | Maroon 5, Kiesza                                                              |
| 49                  | 15. Nov. 2014 | 2,5 Mio. €   | Peter Meiners        | Medienanalyst                       | 34        | m         | 74:46     | c15+1 c | Kandidat   | 02:26 Uhr         | 6:11        | Die Fantastischen Vier, The Script                                            |
| 50                  | 20. Dez. 2014 | 0,5 Mio. €   | Jenna Timm           | Kriminalkommissarin                 | 25        | w         | 13:65     | 12      | Raab       | 00:58 Uhr         | 4:43        | Cro, Zaz, Charley Ann Schmutzler                                              |
| 51                  | 10. Jan. 2015 | 1,0 Mio. €   | Jan-Marco Montag     | BWL-Student                         | 31        | m         | 31:74     | 14      | Raab       | 01:36 Uhr         | 5:21        | Herbert Grönemeyer, Ella Henderson                                            |
| 52                  | 25. Apr. 2015 | 1,5 Mio. €   | Maria Kleinebrahm    | Assistenzärztin                     | 27        | w         | 61:59     | 15      | Kandidatin | 01:24 Uhr         | 5:09        | Ann Sophie, Stefanie Heinzmann                                                |
| Staffel 10 (2015)   |               |              |                      |                                     |           |           |           |         |            |                   |             |                                                                               |
| 53                  | 12. Sep. 2015 | 0,5 Mio. €   | Robert Klauß         | Diplom-Sportlehrer                  | 30        | m         | 18:73     | 13      | Raab       | 01:13 Uhr         | 4:58        | Joss Stone, Sido feat. Andreas Bourani                                        |
| 54                  | 24. Okt. 2015 | 1,0 Mio. €   | Markus Schulz        | Feinwerkmechaniker                  | 32        | m         | 34:71     | 14      | Raab       | 01:17 Uhr         | 5:02        | Louane, Lena Meyer-Landrut, Justin Bieber                                     |
| Gesamt              | Gesamt        | d26 Mio. € d |                      |                                     | eø 31,7 e | 44 m 10 w | fø 13,4 f | 738     | g16:38 g   | 00:59 Uhr h4:44 h | i10:20:16 i |                                                                               |

### Letzte (55.) Ausgabe
Die letzte Sendung von Schlag den Raab am 19. Dezember 2015 wurde mit abweichenden Regeln ausgetragen. Statt einer Auswahlrunde zwischen fünf Kandidaten suchte Gätjen vor jedem Spiel einen Kandidaten aus dem Publikum aus. Da Raab in den vorherigen Ausgaben nicht geschlagen wurde, stand der Jackpot bei 1,5 Millionen Euro. Diese wurden nun auf die 15 Spiele aufgeteilt, so dass jeder Kandidat mit einem Sieg gegen Raab 100.000 Euro gewinnen konnte. Im Falle einer Niederlage wanderten diese 100.000 Euro in den Restjackpot, um welchen am Ende der Sendung zwischen den jeweiligen Siegerkandidaten gespielt wurde. Kandidat Hendrik Abel konnte sich im Entscheidungsspiel „Klackern“ gegen die anderen fünf Kandidaten durchsetzen und gewann insgesamt 1 Million Euro (100.000 Euro aus dem gewonnenen Einzelspiel und 900.000 Euro aus dem Jackpot).
Des Weiteren waren die Heavytones anwesend, die die Titelmelodie live in der Show spielten. Am Ende der Sendung interpretierte Raab zusammen mit der Band One Moment in Time und Run Rudolph Run.
| Spiel-Nr. | Kandidat          | Alter        | m/w | Wohnort                | Spieltitel               | Sieger     | Gewinnsumme                                                  |
| --------- | ----------------- | ------------ | --- | ---------------------- | ------------------------ | ---------- | ------------------------------------------------------------ |
| 1         | Victoria          | keine Angabe | w   | keine Angabe           | Engelchen                | Raab       | 0 €                                                          |
| 2         | Hendrik Abel      | 24           | m   | Voerde- Friedrichsfeld | Smart DJ                 | Kandidat   | 1.000.000 € (100.000 € + 900.000 € im Finalspiel „Klackern“) |
| 3         | Raffael           | 25           | m   | Ispringen              | Harpune schießen         | Raab       | 0 €                                                          |
| 4         | Julia Aulbur      | 23           | w   | Rietberg               | Wann war das?            | Kandidatin | 100.000 €                                                    |
| 5         | Johannes          | 20           | m   | Köln-Zollstock         | Karussell-Ball           | Raab       | 0 €                                                          |
| 6         | David             | 24           | m   | Heidelberg             | Klötze stapeln           | Raab       | 0 €                                                          |
| 7         | Sebastian         | 39           | m   | Bad Rappenau           | Eis-Fangen               | Kandidat   | 100.000 €                                                    |
| 8         | Stefan            | 41           | m   | Bergisch Gladbach      | Rallye                   | Raab       | 0 €                                                          |
| 9         | Maurice           | 23           | m   | [14]Bottrop            | Blamieren oder Kassieren | Raab       | 0 €                                                          |
| 10        | Jörn Amberger     | 25           | m   | Wermelskirchen         | Dosenschießen            | Kandidat   | 100.000 €                                                    |
| 11        | Marius            | 24           | m   | Siegen                 | Ring-Ball                | Raab       | 0 €                                                          |
| 12        | Kathrin           | 29           | w   | Kamen                  | Sätze merken             | Raab       | 0 €                                                          |
| 13        | Matthias Lohstroh | 31           | m   | Fürstenau              | Crazy Carts              | Kandidat   | 100.000 €                                                    |
| 14        | Jan               | 27           | m   | Borken                 | Schnappen                | Raab       | 0 €                                                          |
| 15        | Linda             | 23           | w   | Köln                   | Das Rad                  | Kandidatin | 100.000 €                                                    |

Wären die Spiele der letzten Show mit gleichem Ausgang in einer regulären Sendung gespielt worden, so hätte Raab mit einem Punktestand von 69:36 nach Spiel 14 die Show gewonnen. Spiel 15 wäre nicht ausgetragen worden. Die letzte Ausgabe dauerte fünf Stunden und 41 Minuten (bis 01:56 Uhr).

## Besondere Vorkommnisse
- In der ersten Ausgabe kam es zu mehreren technischen Schwierigkeiten: Zunächst funktionierte temporär die Zeitmessung im fünften Spiel nicht, danach blieben die Buzzer beim sechsten Spiel ohne Funktion. Als der Notar hinzugezogen werden sollte, kam erst im zweiten Anlauf eine Telefonverbindung zustande. Im elften Spiel kam es beim „Karten-Duell“ zu einem Grafikfehler, der kurzzeitig die Spielentscheidung in Frage stellte, und im entscheidenden 13. Spiel lief die Stoppuhr nicht mit.

- In der zweiten Ausgabe wurde das siebte Spiel („Merken“), in dem sich die Kandidaten mehrere Bilder einprägen mussten, nachträglich annulliert; Raab gewann dieses Spiel. Es gab laut Notar mehrere Unstimmigkeiten bei den Bildeinblendungen, als die Kandidaten die eingeprägten Bilder wiedergeben mussten. Es gab ein Ersatzspiel („Dosenwerfen“) mit gleicher Wertigkeit.

- In der fünften Ausgabe waren Raab und der Kandidat beim zwölften Spiel („Wo liegt was?“) mit ihren Tipps auf den Kilometer genau gleich weit vom gesuchten Zielort entfernt, womit zum ersten und bislang einzigen Mal in diesem Spiel kein Punkt vergeben wurde.

- In der elften Ausgabe am 31. Mai 2008 schlug Raab im 13. Spiel („Wer weiß mehr?“) nach einer falschen Antwort verärgert mit der Faust auf das Spielpult, wodurch die Scheibe seines Bildschirms zu Bruch ging und er sich verletzte. Da das Pult trotz Beschädigung weiterhin funktionsfähig war und Raab sich nur einen leichten Schnitt in der Hand zugezogen hatte, konnte die Sendung fortgesetzt werden.[15]

- In der 13. Ausgabe am 1. November 2008 wurde das dritte Spiel („Laufrad“) wiederholt, da der Zählmechanismus bei Raabs Versuch nicht ordnungsgemäß funktionierte und Runden teilweise doppelt zählte.[16] Nachdem der Notar zunächst keinen Einspruch erhoben hatte, riefen laut Aussage des damaligen Moderators Matthias Opdenhövel Zuschauer an und wiesen auf die Fehlfunktion hin.[17] Raab gewann die Wiederholung, somit blieb der Punktestand unverändert.[18]

- In Ausgabe 16 am 18. April 2009 sollten Raab und sein Gegner Oku in Spiel 1 so schnell wie möglich drei Luftballons durch Aufblasen zum Platzen bringen. Das Spiel wurde nach nur wenigen Sekunden unterbrochen, da das Rückstauventil des ersten Ballons auf Raabs Seite die Luft nicht im Ballon hielt. Zur Probe blies er die beiden anderen Ballons kurz auf, deren Ventile jedoch funktionierten. Moderator Matthias Opdenhövel entschied daraufhin, das Spiel mit nur zwei Ballons absolvieren zu lassen. Der Fairness halber durfte Oku vor Wiederaufnahme des Spiels seine verbleibenden Ballons genauso weit aufblasen, wie Raab es mit seinen getan hatte. Oku gewann das Spiel und den ersten Gesamtpunkt.

- In der darauffolgenden 17. Show am 23. Mai 2009 schenkte Raab seinem Kontrahenten Nino im elften Spiel („Wer lügt?“) zwei Punkte und mit letzterem den Sieg, als er beide Male die Spielregeln genau gegenteilig zu deuten schien und glaubte, er müsse bei einer wahren Antwort statt bei einer Lüge buzzern.

- In der 18. Ausgabe am 12. September 2009 kam es im Laufe der Show zu einer praktisch einmaligen Wendung in der Geschichte von Schlag den Raab. Während das Publikum grundsätzlich zu den Kandidaten hält, feuerte das Publikum in dieser Folge überraschend Stefan Raab an. Grund dafür war das permanent unsympathische Auftreten seines Gegners Hans-Martin. Dieser gewann die Show und wurde am Ende sogar vom Publikum ausgebuht.[19]

- In der 21. Ausgabe vom 16. Januar 2010 griff der Notar zwischenzeitlich in Spiel 5 („Musik rückwärts“) ein. Die Aufgabe bestand darin, Lieder zu erkennen, die rückwärts abgespielt wurden. Raab hatte Durch den Monsun von Tokio Hotel korrekterweise erkannt und gebuzzert, aber nicht innerhalb der vorgegebenen Zeit von 5 Sekunden die Antwort gegeben. Dieser Fehler blieb einige Lieder unbemerkt, bis sich der Notar bei Moderator Matthias Opdenhövel meldete und Raab den Punkt abgezogen bekam. Ein Lied später gab es neben dem Punktabzug für Raab auch noch einen Punkt für den Kandidaten, denn bei einer falschen Antwort oder bei keiner Antwort in der vorgegebenen Zeit erhält der Gegner einen Punkt. Raab verlor das Spiel mit 5 zu 7 benötigten Punkten.[20]

- Am 10. April 2010 kam es zum größten Vorfall in der Geschichte der Show: In der 22. Ausgabe stürzte Stefan Raab während des siebten Spiels der Sendung unglücklich mit einem Mountainbike. Dabei zog er sich eine Gehirnerschütterung mit Gedächtnisverlust zu und brach sich das Jochbein sowie die Kieferhöhlenwand.[21] Auch sein Gegner Hans Martin war gestürzt, jedoch unverletzt geblieben. Direkt nach dem Sturz verlor Raab für mehrere Sekunden das Bewusstsein. Dennoch setzte er den Wettkampf nach einer kurzen Pause fort, trat aber das zehnte Spiel („Hochsprung“) aufgrund medizinischer Bedenken seitens der Ärzte nicht an.[22] Kurz nach dem Sturz hatte er versucht, weitere Läufe des Radrennens zu absolvieren, stürzte aber erneut. An seine erneuten Versuche konnte er sich im Verlauf des Abends nicht mehr erinnern. Die Verletzungen in seinem Gesicht waren in den folgenden Monaten nach der Show noch lange zu erkennen.

- Am 18. Dezember 2010 durften Stefan Raab und sein Kontrahent alle Spiele nur mit der linken Hand durchführen, da sich Raab wenige Tage vor der Show bei einem Skiunfall das rechte Handgelenk gebrochen hatte. Die Sendung wurde kurzerhand in Schlag den Raab – mit links umbenannt. Wäre der Kandidat Linkshänder gewesen, hätte er die Spiele mit der schwachen rechten Hand absolvieren müssen.[23]

- In der 29. Ausgabe vom 4. Juni 2011 wurde das elfte Spiel für mehrere Minuten unterbrochen, nachdem sich Stefan Raab am rechten Mittelfinger einen tiefen Schnitt zugezogen hatte, der in einer eingeschobenen Werbepause mit einem Stich genäht wurde. Wenige Minuten zuvor hatte sich auch Kandidat Tobias Rieder an der Hand verletzt, konnte das Spiel aber mit einem Tapeverband fortsetzen.[24]

- In der 30. Sendung vom 17. September 2011 wurde beim 14. Spiel („Länderumrisse“) der Umriss des Sudan in den bis zum 8. Juli 2011 gültigen Grenzen gezeigt. Zum Zeitpunkt der Sendung hatte sich der Südsudan bereits für unabhängig erklärt. Diese neue Staatsgründung und die Aufnahme des Südsudan in die Vereinten Nationen wurden im Quiz („Blamieren oder Kassieren“) bereits zuvor in der Sendung abgefragt. Der Länderumriss wurde von keinem Spieler erkannt.[25]
- In derselben Sendung im 15. Spiel „Billard“ versenkte Raab mit dem Anstoß drei volle Kugeln. Der Schiedsrichter erklärte daraufhin die Regel, dass Raab erst noch eine Volle lochen müsse, damit die Vollen seine seien. Moderator Gätjen sagte daraufhin, dass Raab bereits die Vollen habe. Der Schiedsrichter korrigierte sich, obwohl er nach den offiziellen Regeln der DBU zu Beginn der Diskussion Recht hatte. Raab gewann das Spiel, verlor aber später im Stechen die Sendung um 1.500.000 €.

- In der 34. Ausgabe vom 14. April 2012 zog sich Raab während des dritten Spiels (Speerwerfen) einen Innenbandriss am rechten Knie zu. Er konnte das Spiel nicht zu Ende spielen, trotz des Abbruchs jedoch für sich entscheiden, da er bereits eine für den Sieg ausreichende Weite vorgelegt hatte.[26] Das darauffolgende Spiel („Cross-Verfolgung“) konnte Raab nicht bestreiten; die Punkte gingen kampflos an den Kandidaten.

- In der 47. Ausgabe vom 3. Mai 2014 wurde im entscheidenden 13. Spiel („Fäden ziehen“) der Gewinner zu früh ausgerufen. Das Abschlussfeuerwerk mit Konfettiregen wurde bereits gestartet, Animationen zeigten den neuen Jackpot in Höhe von zwei Millionen Euro an und die vier Geldkoffer wurden schon ins Studio getragen, als Moderator Steven Gätjen auf Anweisung des zuständigen Notars eine Wiederholung des letzten Versuchs des letzten Spiels anordnete. Raab gewann jedoch auch den Wiederholungslauf und damit die Sendung.[27]

- In der 48. Ausgabe vom 13. September 2014 sollten im zweiten Spiel („Rollennamen“) die Figuren namentlich benannt werden, die ein Schauspieler in einer bestimmten Serie verkörpert. Nach einer Reihe ergebnisloser Runden setzte der Moderator die geforderte Zahl richtiger Antworten zunächst von sechs auf drei herunter. Beim Stande von 1:1 stellte er schließlich auf eine Sudden-Death-Entscheidung um, die Raab mit der korrekten Benennung des Rollennamens von Ed O’Neill als Al Bundy gelang.

- Als längstes je absolviertes Spiel wurde das 15. und entscheidende Spiel („Ringing the Bull“) in der 49. Ausgabe nach einer knappen Stunde Sendezeit ohne Wertung abgebrochen, da es keinem der beiden Spieler gelungen war, die gestellte Aufgabe zu bewältigen.[28] Das Ersatzspiel „Flummis“ brachte bereits nach wenigen Minuten die Entscheidung zugunsten des Kandidaten.[29]

- In der darauf folgenden 50. Ausgabe wurde Ringing the Bull gleich als erstes Spiel angekündigt. Nachdem der Aufbau in das Studio gebracht worden war, löste Moderator Steven Gätjen jedoch auf, dass es sich um einen Scherz gehandelt habe.[30] Ein Comeback hatte das Spiel erst über fünf Jahre später in der 50. Ausgabe von Schlag den Star als verkleinerte Version namens Ringing the Bullchen.[31]

- In der 54. Ausgabe vom 24. Oktober 2015 wurde ein Wettrennen auf einem „Freee“ genannten Elektro-Rollstuhl auf Segway-Basis gefahren. Raab stürzte hierbei insgesamt drei Mal und verletzte sich auch leicht im Gesicht. In seiner einzigen sturzfreien Runde verschob er die aufgestellten Streckenbegrenzungen. Der Kandidat konnte das Spiel mit 3:0 für sich entscheiden.

- Zu den Besonderheiten der letzten Ausgabe siehe den Absatz Letzte (55.) Ausgabe.

## Einschaltquoten
Die quotenstärkste Sendung war die 24. Ausgabe, sowohl beim Gesamtpublikum ab 3 Jahren (4 Mio. Zuschauer) als auch der Zielgruppe zwischen 14 und 49 Jahren (2,83 Mio. Zuschauer). Den höchsten Marktanteil in beiden Zuschauergruppen hatte die 17. Ausgabe mit 20,8 Prozent (Zuschauer ab 3 Jahren) bzw. 34,9 Prozent (Zuschauer zwischen 14 und 49).
Die 4. Ausgabe war in drei Punkten die schwächste Sendung: Sie hatte die wenigsten Zuschauer ab drei Jahren (2,25 Mio.), den kleinsten Gesamtmarktanteil (9,5 Prozent) sowie den niedrigsten Marktanteil in der werberelevanten Zielgruppe (17,8 Prozent). Lediglich die Zuschauerzahl in dieser Zielgruppe (1,64 Mio.) wurde in der 42. Ausgabe mit 1,61 Mio. Zuschauer noch unterboten.
| Ausgabe | Datum              | Zuschauer | Zuschauer       | Marktanteil | Marktanteil     |
| Ausgabe | Datum              | Gesamt    | 14 bis 49 Jahre | Gesamt      | 14 bis 49 Jahre |
| ------- | ------------------ | --------- | --------------- | ----------- | --------------- |
| 01      | 23. September 2006 | 3,38 Mio. | 2,55 Mio.       | 13,6 %      | 26,7 %          |
| 02      | 18. November 2006  | 3,84 Mio. | 2,55 Mio.       | 15,3 %      | 29,5 %          |
| 03      | 27. Januar 2007    | 3,69 Mio. | 2,73 Mio.       | 14,1 %      | 26,0 %          |
| 04      | 14. April 2007     | 2,25 Mio. | 1,64 Mio.       | 09,5 %      | 17,8 %          |
| 05      | 9. Juni 2007       | 3,43 Mio. | 2,55 Mio.       | 17,8 %      | 31,4 %          |
| 06      | 15. September 2007 | 2,90 Mio. | 2,20 Mio.       | 14,2 %      | 26,2 %          |
| 07      | 3. November 2007   | 3,21 Mio. | 2,36 Mio.       | 12,1 %      | 22,1 %          |
| 08      | 15. Dezember 2007  | 3,18 Mio. | 2,35 Mio.       | 13,6 %      | 25,3 %          |
| 09      | 19. Januar 2008    | 3,47 Mio. | 2,57 Mio.       | 14,1 %      | 24,2 %          |
| 10      | 5. April 2008      | 3,70 Mio. | 2,72 Mio.       | 13,5 %      | 24,0 %          |
| 11      | 31. Mai 2008       | 3,12 Mio. | 2,28 Mio.       | 17,2 %      | 28,9 %          |
| 12      | 13. September 2008 | 3,26 Mio. | 2,35 Mio.       | 14,8 %      | 26,1 %          |
| 13      | 1. November 2008   | 3,44 Mio. | 2,44 Mio.       | 12,9 %      | 21,9 %          |
| 14      | 20. Dezember 2008  | 3,37 Mio. | 2,44 Mio.       | 13,2 %      | 22,8 %          |
| 15      | 17. Januar 2009    | 3,67 Mio. | 2,69 Mio.       | 14,3 %      | 25,2 %          |
| 16      | 18. April 2009     | 3,28 Mio. | 2,34 Mio.       | 14,8 %      | 24,8 %          |
| 17      | 23. Mai 2009       | 3,86 Mio. | 2,78 Mio.       | 20,8 %      | 34,9 %          |
| 18      | 12. September 2009 | 3,36 Mio. | 2,42 Mio.       | 15,4 %      | 26,1 %          |
| 19      | 31. Oktober 2009   | 3,02 Mio. | 2,06 Mio.       | 13,3 %      | 21,5 %          |
| 20      | 19. Dezember 2009  | 3,51 Mio. | 2,50 Mio.       | 12,8 %      | 21,3 %          |
| 21      | 16. Januar 2010    | 3,77 Mio. | 2,63 Mio.       | 12,6 %      | 21,7 %          |
| 22      | 10. April 2010     | 3,97 Mio. | 2,73 Mio.       | 15,5 %      | 24,9 %          |
| 23      | 8. Mai 2010        | 3,75 Mio. | 2,62 Mio.       | 16,4 %      | 27,3 %          |
| 24      | 18. September 2010 | 4,00 Mio. | 2,83 Mio.       | 18,7 %      | 31,3 %          |
| 25      | 23. Oktober 2010   | 3,19 Mio. | 2,27 Mio.       | 11,9 %      | 20,1 %          |
| 26      | 18. Dezember 2010  | 3,47 Mio. | 2,53 Mio.       | 12,6 %      | 21,1 %          |
| 27      | 15. Januar 2011    | 3,54 Mio. | 2,41 Mio.       | 12,4 %      | 20,2 %          |
| 28      | 2. April 2011      | 3,21 Mio. | 2,15 Mio.       | 12,9 %      | 21,5 %          |
| 29      | 4. Juni 2011       | 3,24 Mio. | 2,21 Mio.       | 17,9 %      | 30,4 %          |
| 30      | 17. September 2011 | 2,85 Mio. | 1,92 Mio.       | 14,4 %      | 22,3 %          |
| 31      | 15. Oktober 2011   | 3,23 Mio. | 2,18 Mio.       | 13,9 %      | 22,3 %          |
| 32      | 17. Dezember 2011  | 3,17 Mio. | 2,22 Mio.       | 11,5 %      | 20,2 %          |
| 33      | 17. März 2012      | 2,94 Mio. | 1,91 Mio.       | 14,3 %      | 22,6 %          |
| 34      | 14. April 2012     | 3,14 Mio. | 2,10 Mio.       | 12,4 %      | 20,7 %          |
| 35      | 5. Mai 2012        | 3,58 Mio. | 2,44 Mio.       | 14,7 %      | 25,1 %          |
| 36      | 22. September 2012 | 2,48 Mio. | 1,65 Mio.       | 11,8 %      | 19,0 %          |
| 37      | 17. November 2012  | 3,32 Mio. | 2,19 Mio.       | 13,6 %      | 21,8 %          |
| 38      | 15. Dezember 2012  | 3,25 Mio. | 2,20 Mio.       | 13,0 %      | 22,0 %          |
| 39      | 12. Januar 2013    | 2,95 Mio. | 1,87 Mio.       | 12,0 %      | 18,5 %          |
| 40      | 16. März 2013      | 3,19 Mio. | 2,02 Mio.       | 13,0 %      | 21,2 %          |
| 41      | 11. Mai 2013       | 2,86 Mio. | 1,82 Mio.       | 12,8 %      | 20,2 %          |
| 42      | 7. September 2013  | 2,62 Mio. | 1,61 Mio.       | 13,2 %      | 21,1 %          |
| 43      | 16. November 2013  | 3,06 Mio. | 1,92 Mio.       | 12,4 %      | 19,7 %          |
| 44      | 21. Dezember 2013  | 3,18 Mio. | 2,00 Mio.       | 14,3 %      | 22,5 %          |
| 45      | 15. Februar 2014   | 3,19 Mio. | 2,00 Mio.       | 12,7 %      | 20,8 %          |
| 46      | 29. März 2014      | 2,73 Mio. | 1,75 Mio.       | 11,6 %      | 19,1 %          |
| 47      | 3. Mai 2014        | 2,76 Mio. | 1,79 Mio.       | 10,9 %      | 19,2 %          |
| 48      | 13. September 2014 | 2,75 Mio. | 1,93 Mio.       | 12,8 %      | 22,9 %          |
| 49      | 15. November 2014  | 2,65 Mio. | 1,78 Mio.       | 13,1 %      | 21,9 %          |
| 50      | 20. Dezember 2014  | 3,17 Mio. | 2,00 Mio.       | 12,9 %      | 21,7 %          |
| 51      | 10. Januar 2015    | 3,08 Mio. | 1,91 Mio.       | 13,1 %      | 21,5 %          |
| 52      | 25. April 2015     | 2,82 Mio. | 1,87 Mio.       | 12,7 %      | 22,5 %          |
| 53      | 12. September 2015 | 2,52 Mio. | 1,64 Mio.       | 12,7 %      | 22,8 %          |
| 54      | 24. Oktober 2015   | 2,63 Mio. | 1,67 Mio.       | 11,7 %      | 20,6 %          |
| 55      | 19. Dezember 2015  | 3,89 Mio. | 2,54 Mio.       | 17,4 %      | 29,8 %          |

## Ableger und Neuauflagen

### Schlag den Star
Ab 2009 sendete ProSieben als Ableger von Schlag den Raab die Sendung Schlag den Star. Diese war ähnlich konzipiert, dauerte im ursprünglichen Format mit maximal neun Spielen aber nur etwa zwei Stunden und wurde nicht live ausgestrahlt. Das Spielprinzip blieb bestehen, das Preisgeld betrug mit 50.000 Euro ein Zehntel des kleinsten Gewinnes bei einer Schlag-den-Raab-Sendung. Nach dem Ende von Schlag den Raab wurde Schlag den Star 2016 zur Nachfolgesendung umkonzipiert und seitdem entsprechend mit einer maximal vorgesehenen Anzahl von regulär 15 Spielen live ausgestrahlt.
In den ersten fünf Staffeln trat jeweils ein von der Redaktion ausgewählter Kandidat gegen einen von Sendung zu Sendung wechselnden Prominenten an. Gewann der Prominente, wanderte auch hier das Geld in den Jackpot und erhöhte den möglichen Gewinn in der folgenden Show. Ab der sechsten Staffel im Sommer 2014 traten zwei Prominente gegeneinander an, sodass der jeweilige Sieger jeder Sendung die ausgespielten 50.000 Euro erhielt, und es keinen Jackpot mehr gab. Seit der achten Staffel (mit Ausnahme der 39. und 40. Ausgabe) beträgt die Gewinnsumme jeweils 100.000 Euro.
Raab moderierte die erste Staffel selbst, von der zweiten bis zur fünften Staffel trat er als Joker auf und musste von dem Kandidaten in einem der ersten sechs Spiele eingesetzt werden. In der sechsten und siebten Staffel moderierte Raab die Sendung wieder und trat nicht mehr als Joker auf. Nach dem Abschied von Stefan Raab übernahm Elton vom achten Staffel bis zum dritten Ausgabe der 16. Staffel die Moderation und seitdem führt Matthias Opdenhövel die Sendung.

### Schlag den Henssler
Am 21. Juni 2017 wurde bekannt, dass Steffen Henssler von VOX zu ProSieben wechselt. Auf den Screenforce Days kündigte ProSieben eine Neuauflage von Schlag den Raab unter dem Titel Schlag den Henssler an. Henssler trat hierbei als fester Gastgeber – wie bis 2015 Stefan Raab – gegen Kandidaten an. Moderator der Sendung war Elton. Im Vorfeld der ersten Ausgabe kam es zu einer Verletzung Hensslers, sodass die Ausstrahlung der ersten Sendung vom 2. September 2017 auf den 30. September 2017 verschoben wurde.
Daniel Rosemann, Senderchef von ProSieben, begründete die Neuauflage dadurch, dass „sich die Zuschauer immer wieder ein Comeback der Show gewünscht“ hätten. Zur Wahl von Steffen Henssler als neuen Gastgeber äußerte sich Rosemann, Henssler sei ein „sympathische[r] und zugleich willensstarke[r] Spieler, der sich jeder Herausforderung stellt“. Weiterhin habe Henssler „diesen besonderen, bedingungslosen Ehrgeiz, um in dieser Show bestehen zu können.“
Die Neuauflage mit Henssler wurde nach acht Ausgaben eingestellt.

### Schlag den Besten
Am 9. Februar 2019 wurde während der Sendung Schlag den Star von Moderator Elton bekanntgegeben, dass es einen weiteren Ableger der Show namens Schlag den Besten geben wird. Die Sendung wird teilweise in der alten Gestaltung von Schlag den Star produziert, jedoch spielen zwei nichtprominente Personen in bis zu 11 (bzw. 12 im Falle eines Stechens) Spielen um eine Gewinnsumme von jeweils 50.000 Euro. Der Gewinner der Sendung (der „Beste“) tritt in der darauffolgenden Ausgabe gegen einen weiteren Kandidaten an, sodass der Gewinn immer um weitere 50.000 Euro steigen kann. Die Produktion der Sendung startete Ende Mai 2019, Moderator ist ebenfalls Elton. Die Show wird seit dem 8. August 2019 bei ProSieben ausgestrahlt. Im Winter 2022 erfolgte eine Änderung des Konzepts, wobei der Titelverteidiger für jedes Spiel einen neuen Gegner erhielt und um Sachpreise spielte. Ende 2023 wurde das Format mit nochmals angepasstem Konzept für RTL produziert, wobei erstmals Prominente gegeneinander antraten.

### Stefan & Bully gegen irgendson Schnulli
Nachdem Stefan Raab 2024 zum Sender RTL wechselte und mit dem Verkauf seiner Firma RaabTV, bzw. Brainpool keinerlei Rechte mehr an den Marken seiner ursprünglichen Shows bei ProSieben innehatte, produzierte er mit Stefan & Bully gegen irgendson Schnulli mit seiner neuen Firma Raab Entertainment einen inoffiziellen Ableger von Schlag den Raab für RTL. Inhaltlich und stilistisch ist die Sendung, bis auf den Unterschied, dass Raab an der Seite von Michael „Bully“ Herbig im Duo gegen den ausgewählten Kandidaten antritt, sowie einem überarbeiteten Regelwerk, nahezu identisch mit Schlag den Raab. Die erste Ausgabe wurde am 21. Dezember 2024 live auf RTL ausgestrahlt. Als Moderator und Kommentator der Spiele fungieren erneut Elton und Frank Buschmann.

## Auszeichnungen
- Schlag den Raab war 2007 für den Adolf-Grimme-Preis in der Kategorie „Unterhaltung/Spezial“ nominiert.
- In der Kategorie Show war Schlag den Raab für die Rose d’Or nominiert.[95]
- Am 29. September 2007 erhielt Schlag den Raab den Deutschen Fernsehpreis 2007 in der Kategorie „Beste Unterhaltungssendung / Beste Moderation Unterhaltung“. Ausgezeichnet wurde die Ausgabe vom 9. Juni 2007.[96]
- Im Jahr 2008 war die Show erneut für den Adolf-Grimme-Preis nominiert.[97]
- Am 6. Februar 2008 wurde Schlag den Raab mit der Goldenen Kamera in der Kategorie „Unterhaltung“ ausgezeichnet.[98]
- Am 25. April 2009 bekam Schlag den Raab die Romy in der Kategorie „Beste Programmidee“.
- Zudem war die Sendung in der Kategorie „Beste Unterhaltungssendung / Moderation“ beim Deutschen Fernsehpreis 2009 nominiert.[99]

## Internationaler Erfolg

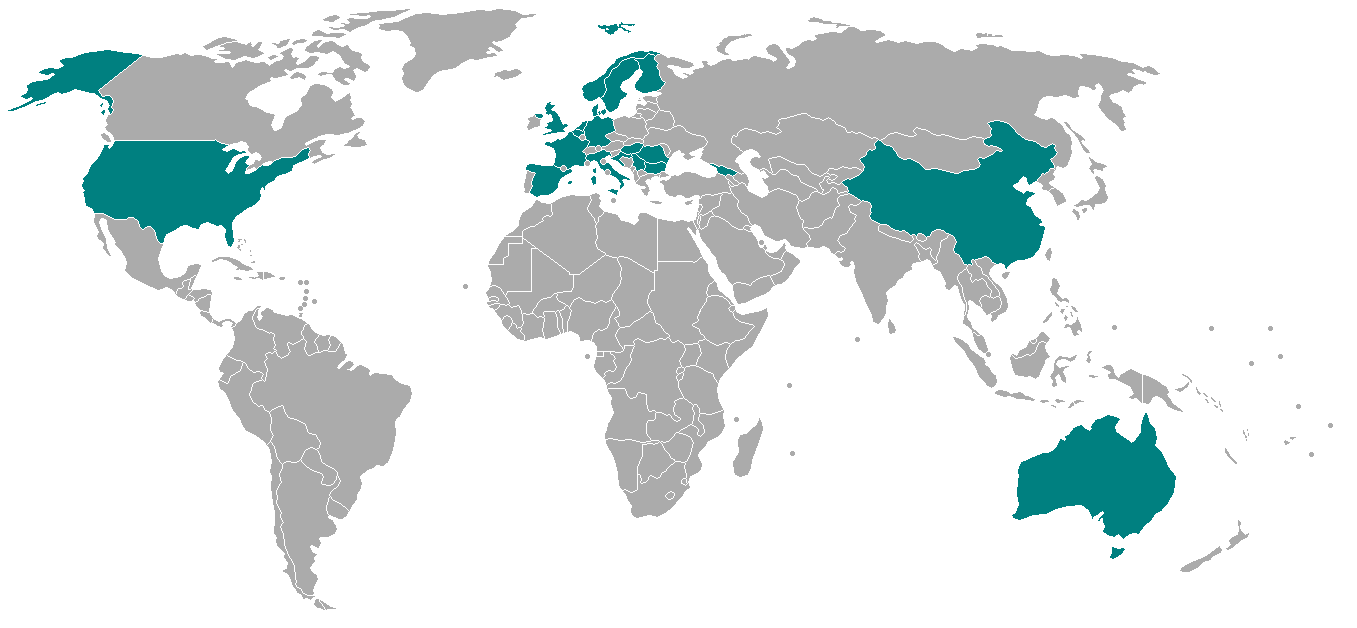
Staaten, in die eine Version von Schlag den Raab verkauft wurde.

Am 29. März 2007 meldete SevenOne International, dass das Format an die Produktionsfirma Zodiak Television Group unter dem internationalen Namen Beat your Host verkauft wurde und im Vereinigten Königreich, Italien, Schweden, Finnland, den USA, Frankreich, Spanien, Belgien, Norwegen und Rumänien mit eigenen Moderatoren umgesetzt wird. Mittlerweile konnte der Auslandsvermarkter von ProSiebenSat.1 die Show in 18 Länder verkaufen, zuletzt auf der Fernsehmesse MIPTV in Cannes nach Dänemark und Kroatien.
Vereinigtes Königreich

In Großbritannien und Nordirland wurde das Format bei ITV als wöchentliche Sendung unter dem Titel Beat the Star ausgestrahlt und von Vernon Kay moderiert. In jeder Sendung treten ein Prominenter und ein vorher qualifizierter Kandidat in fünf bis sieben Spielen gegeneinander an. Es geht um £50.000 (etwa 70.000 Euro), die in den Jackpot kommen, falls der Kandidat verliert. Eine Sendung hat eine Länge von 75 Minuten. Am 20. April 2008 startete die zuvor in Köln aufgezeichnete Show mit einer Spitze von 5,9 Millionen Zuschauern. Prominenter Kandidat in der ersten Folge war Boxer Amir Khan. Die Kritiken zur ersten Ausgabe von Beat the Star fielen teilweise schlecht aus. Mit 4 bis 5 Millionen Zuschauern erreichte die Show jedoch ein ebenso großes Publikum wie das deutsche Original.
Australien

In Australien liefen vier Episoden der Reihe Beat the Star unter dem gleichen Titel wie in Großbritannien vom 7. September 2010 bis 13. Januar 2011 auf Network Seven. Hier traten jedoch ganze Familien zum Spiel gegen einzelne Prominente an. Zu gewinnen gab es jeweils 50.000 Australische Dollar (etwa 40.000 Euro).
Schweden

Im Herbst 2008 wurde die Sendung unter dem Titel Vem kan slå Filip och Fredrik („Wer kann Filip und Fredrik schlagen?“) erstmals im schwedischen Sender Kanal 5 ausgestrahlt. Die schwedischen Komiker Fredrik Wikingsson und Filip Hammars treten als Team gegen einen zuvor qualifizierten Kandidaten an. Die erste Ausgabe der Show erreichte in der Altersgruppe der 15- bis 45-Jährigen einen Marktanteil von 39,5 % und ist damit die bisher erfolgreichste Eigenproduktion des schwedischen Senders YTD Kanal 5. Der Minimalgewinn liegt bei 500.000 Schwedischen Kronen (etwa 56.000 Euro).
Norwegen

In Norwegen lief das Spiel zunächst unter dem Titel Hvem kan slå Ylvis (gegen das Brüderduo Bård und Vegard Ylvisåker) und dann als Hvem kan slå Aamodt & Kjus (gegen die berühmten Skirennläufer Kjetil André Aamodt und Lasse Kjus) auf TVNorge.
Dänemark

In Dänemark läuft die Show unter dem Titel Hvem kan slå Joachim & Marianne auf TV2 mit Marktanteilen von bis zu 57 % in der Altersgruppe 21 bis 50 Jahre. Gegner der Spieler sind die Tänzerin Marianne Eihilt und der Kugelstoßer Joachim B. Olsen. Der Hauptgewinn liegt bei 200.000 Dänischen Kronen (26.900 Euro).
Frankreich

Am 29. November 2008 wurde die Sendung unter dem Titel Qui peut battre Benjamin Castaldi? („Wer kann Benjamin Castaldi schlagen?“) auf dem französischen Sender TF1 ausgestrahlt. Auch in Frankreich ist die Sendung ähnlich erfolgreich und erreichte in der Kernzielgruppe über 40 Prozent Marktanteil.
Niederlande

Am 9. November 2010 wurde die erste Folge der niederländischen Version Beat De Mol („Schlag De Mol“) auf dem ebenfalls zur ProSiebenSat.1-Gruppe gehörenden Sender Veronica ausgestrahlt. Es wurden bisher acht jeweils 90 Minuten lange Folgen ausgestrahlt, bei denen verschiedene niederländische Prominente gegen Johnny de Mol antraten. In der Optik unterscheidet sich diese Fassung am stärksten vom Original.
Ungarn

Die Sendung startete am 10. Oktober 2009 unter dem Titel Sztárral szemben in Ungarn auf dem Sender TV2, welcher ebenfalls zur ProSiebenSat.1-Gruppe gehört. Die Moderation übernahm Attila Till, die Kandidaten traten gegen verschiedene Prominente wie Motorrad-Weltmeister Gábor Talmácsi oder dem Ringer Sándor Bárdosi an. Wegen schlechter Quoten wurde die Sendung allerdings nach einigen Ausgaben abgesetzt. Sowohl die Wettbewerbe als auch das Studiodesign basierten auf der deutschen Version.
Kroatien

Die kroatische Adaption wurde erstmals am 20. Februar 2009 unter dem Titel Pobijedi Šolu („Schlag Šola“) auf dem Fernsehsender RTL ausgestrahlt. Ein Kandidat trat in der Show in 15 Runden gegen den Handballspieler Vlado Šola an. Die Moderation der Sendung übernahm Belma Hodžic. Insgesamt wurden sieben Folgen ausgestrahlt, von denen Šola vier gewonnen und drei verloren hat. Die Show wurde eingestellt.
Serbien

In Serbien wurde die erste Folge des Spiels am 25. September 2011 unter dem Titel Izađi na crtu von dem Sender Prva ausgestrahlt. Wie in Deutschland gibt es bis zu 15 Spiele, als Gegner fungiert der Schauspieler und Moderator Milan Kalinić. Gespielt wird um mindestens 25.000 Euro. Bisher gab es sechs Ausgaben, von denen Kalinić jeweils drei gewonnen und verloren hat. Die vorerst letzte Ausgabe fand am 12. März 2012 statt. In der vierten Folge brachte ein Stechen dem Kandidaten den Sieg.
Bulgarien

In Bulgarien wurde das Spiel erstmals am 26. September 2011 unter dem Titel Разбий Иван и Андрей („Schlag Ivan und Andrey“) von Nova TV ausgestrahlt, mit den im Lande sehr bekannten Moderatoren Iwan Christow und Andrej Wasilew Arnauoudow. Christow und Arnauoudow schlüpfen dabei abwechselnd in die Rolle des Moderators und des Duellanten. Gespielt werden maximal elf Spiele und anders als beim Original ist der Gewinn ein Auto. Bisher wurden zwölf Folgen ausgestrahlt.
Georgien

In Georgien wird die lokale Version unter dem Titel დაამარცხე ვარსკვლავი („Schlag die Stars“) auf Rustawi 2 ausgestrahlt. Gespielt werden sechs bis acht Spiele. Moderatorin ist Ann Korkia.

## Adaptionen

### Brettspiele
- Schlag den Raab – Das Spiel. Ravensburger 2010
- Schlag den Raab – Das 2. Spiel. Ravensburger 2011
- Schlag den Raab – Das Quiz. Ravensburger 2012
- Schlag den Raab – Kids. Ravensburger 2014

### Videospiele
- Schlag den Raab. BitComposer Games 2010
- Schlag den Raab – Das 2. Spiel. BitComposer Games 2011
- Schlag den Raab – Das 3. Spiel. BitComposer Games 2012